# Scener fra provinsen
|  | Denne artikel er oprettet af botten PalnaBot ud fra en ekstern database. Den kan derfor have sproglige fejl eller mangler. Denne skabelon kan fjernes efter kontrol af indholdet. |

Scener fra provinsen er en kortfilm instrueret af Emilie Gade efter manuskript af Emilie Gade, Mads Jøns Frausig.